# Campionati italiani juniores di atletica leggera 1987
I Campionati italiani juniores di atletica leggera 1987 per le gare individuali si sono tenute dal 3 al 4 ottobre a Grosseto, in Toscana. Precedentemente, i Campionati individuali di corsa campestre, sempre per la categoria juniores, si sono svolti il 1º marzo del 1987 a Torino, in Piemonte. Ancor prima, il Campionato Italiano Juniores Indoor fu programmato per il 18 gennaio dello stesso anno ad Ancona, in Liguria.

## Risultati

### Uomini / Donne
| Specialità   | Oro                                 | Prestazione | Argento                                | Prestazione | Bronzo                                          | Prestazione |
| Cross 6 km   | Gennaro Di Napoli Snam Gas Metano   | 17'28"7 m   | Luca Barzaghi Forti e Liberi           | 17'37"7 m   | Giuliano Baccani Gruppo Sportivo Fiamme Azzurre | 17'38"7 m   |
| Juniores     |                                     |             |                                        |             |                                                 |             |
| Cross 2,5 km | Nives Curti Atletica Valli Ossolane | 10'05"0 m   | Patrizia Di Napoli CUS Firenze Carisp. | 10'09"1 m   | Agata Balsamo CUS Catania                       | 10'13"7 m   |

### Uomini
| Specialità                                                                              | Oro                                                           | Prestazione | Argento                                        | Prestazione | Bronzo                                             | Prestazione |
| Corse                                                                                   |                                                               |             |                                                |             |                                                    |             |
| 100 m                                                                                   | Michele Lazazzera Gruppo Sportivo Fiamme Azzurre              | 10"96       | Carlo Saracini SNIA BPD Colleferro             | 11"11       | Sergio Chianella Gruppi Sportivi Fiamme Gialle     | 11"16       |
| 200 m                                                                                   | Roberto Ricciardi Libertas Napoli                             | 21"32       | Maurizio De Masi Atletica Caiman Tivoli        | 21"60       | Silvio De Zulian Cedas Iveco Bolzano               | 21"90       |
| 400 m                                                                                   | Sergio Taverriti Atletica Rovellasca                          | 47"84       | Raffaele Altissimo CUS Milano                  | 48"31       | Nicola Mastroianni Gruppi Sportivi Fiamme Gialle   | 48"32       |
| 800 m                                                                                   | Andrea Fornelli Converse Torino                               | 1'51"99     | Pier Paolo Chiavegato Atletica Riccardi Milano | 1'52"58     | Simone Modugno Landolfi Molfetta                   | 1'52"58     |
| 1500 m                                                                                  | Gennaro Di Napoli Snam Gas Metano                             | 3'50"69     | V Zandonella S. S. Cam. BC Imperia             | 3'52"14     | Ezio Domenighini Eden Esine Brescia                | 3'52"33     |
| 3000 m                                                                                  | Enrico Viviani Palladio Idealux Vicenza                       | 8'27"85     | Mauro Biagetti CUS Torino                      | 8'33"22     | Gianni Romanin Banca Friuli Lib. Udine             | 8'36"38     |
| 5000 m                                                                                  | Giuliano Baccani Gruppo Sportivo Fiamme Azzurre               | 14'24"67    | Luca Barzaghi Forti e Liberi                   | 14'43"80    | Arcangelo Pazienza Fiamma Triggiano                | 14'45"05    |
| 2000 m siepi                                                                            | Alessandro Cellai Atletica Livorno                            | 5'45"50     | Pasquale Rega Gruppi Sportivi Fiamme Gialle    | 5'45"82     | Rocco Cantatore CUS Bari                           | 5'50"53     |
| 110 m hs                                                                                | Diego Puppo Fiamma Sud Puglia                                 | 14"88       | Francesco Malinverni Libertas Mantova          | 14"91       | Claudio Bertocci Carispo Pistoia e Pescia          | 15"01       |
| 400 m hs                                                                                | Mauro Maurizi CUS Macerata                                    | 52"36       | Simone Dal Molin Atletica Riccardi Milano      | 52"65       | Paolo Smeraldo Pol. S. Martino                     | 52"94       |
| Marcia 10 km                                                                            | Giovanni De Benedictis Carabinieri Bologna                    | 40'43"04    | Andrea Marilungo Aer. 85 AeO Em.               | 44'34"78    | Arturo Di Mezza Libertas Napoli                    | 44'39"83    |
| Staffetta 4×100 m                                                                       | CUS Padova De Gaspari Mercanzin Luca Passero Bonfiglio        | 42"42       | CUS Bologna                                    | 42"82       | Arvedi Cremona                                     | 42"85       |
| Staffetta 4×400 m                                                                       | Fiamme Gialle Sergio Chianella Ticca Volpe Nicola Mastroianni | 3'18"78     | Atletica Riccardi Milano                       | 3'19"35     | Pro Patria Osama Milano                            | 3'20"17     |
| Salti                                                                                   |                                                               |             |                                                |             |                                                    |             |
| Salto in alto                                                                           | Fabrizio Borellini Gruppo Sportivo Fiamme Azzurre             | 2,18 m      | Ivan Spini Amsicora Cagliari                   | 2,11 m      | Luca Bettini PP Osama                              | 2,08 m      |
| Salto con l'asta                                                                        | Gianni Iapichino ASSI Banca Toscana                           | 5,10 m      | Massimo Miazzo CUS Padova                      | 4,90 m      | Gianfranco Beda Gruppo Sportivo Fiamme Oro         | 4,80 m      |
| Salto in lungo                                                                          | Giuseppe Virzì Atletica Trapani                               | 7,53 m      | Milko Campus Atletica Oristano                 | 7,44 m      | Francesco Papa SNIA BPD Milano                     | 7,44 m      |
| Salto triplo                                                                            | Gianluca Dianese Coin M.                                      | 15,92 m     | Pierfilippo Mocciaro Libertas Catania          | 15,35 m     | Leonardo Crivellaro Fiamma Padova                  | 15,19 m     |
| Lanci                                                                                   |                                                               |             |                                                |             |                                                    |             |
| Getto del peso                                                                          | Primo Capponi ASA Ascoli P.                                   | 15,79 m     | Lucio Montanaro Atletica Chieti                | 15,06 m     | Andrea Baldan CUS Venezia                          | 14,09 m     |
| Lancio del disco                                                                        | Mauro Manciucca PP Osama                                      | 52,70 m     | Stefano Baroni AAA Genova                      | 51,08 m     | Diego Fortuna Palladio Idealux Vicenza             | 48,92 m     |
| Lancio del martello                                                                     | Nicola Sundas Gruppo Sportivo Fiamme Azzurre                  | 63,50 m     | Giovanni Sanguin Assind. Padova                | 61,30 m     | Emilio Calabrò Gruppi Sportivi Fiamme Gialle       | 61,12 m     |
| Lancio del giavellotto                                                                  | Ivan Soffiato Gruppo Sportivo Fiamme Azzurre                  | 71,74 m     | Antonio Lazzaretto Fiamme Breganze             | 67,78 m     | Stefano Marcandelli Gruppo Sportivo Fiamme Azzurre | 62,28 m     |
| record dei campionati; record nazionale; record personale; record personale stagionale. |                                                               |             |                                                |             |                                                    |             |

### Donne
| Specialità                                                                              | Oro                                                                     | Prestazione | Argento                             | Prestazione | Bronzo                                  | Prestazione |
| Corse                                                                                   |                                                                         |             |                                     |             |                                         |             |
| 100 m                                                                                   | Sonia Vigati Assind. Padova                                             | 12"07       | Antonella Longoni Fiamma Padova     | 12"58       | Michela Valentini Cadin Conegliano      | 12"58       |
| 200 m                                                                                   | Manuela Decarli LGS Raiffeisen                                          | 24"91       | Alessandra Benetel SNIA BPD Milano  | 25"21       | Rossella Gaspari Fiamma Emar Schio      | 25"24       |
| 400 m                                                                                   | Rossana Morabito SNIA BPD Milano                                        | 55"44       | Sara Besazza Libertas Comir Venezia | 57"62       | Giovanna Romeo Hipponion Vibo Valentia  | 58"40       |
| 800 m                                                                                   | Patrizia Morreale SC Ventimiglia                                        | 2'08"82     | Letizia Botrini Aurora Pontedera    | 2'09"68     | Elena Di Mella Cral Napoli              | 2'09"99     |
| 1500 m                                                                                  | Annalisa Scurti Fiat Sud Formia                                         | 4'34"47     | Roberta Bottura Clarina Trento      | 4'35"20     | Sonia Agnolon ACSI Sanson Verona        | 4'36"53     |
| 3000 m                                                                                  | Agata Balsamo CUS Catania                                               | 9'52"67     | Paola Testa Atletica Lecco          | 9'56"83     | Sonia Marcotulli Cises Frascati         | 9'58"10     |
| 100 m hs                                                                                | Lunardon Palladio Idealux Vicenza                                       | 15"21       | Andretti UG Ginn. Goriziana         | 15"28       | Storni UG Ginn. Goriziana               | 15"29       |
| 400 m hs                                                                                | De Col ACSI Sanson Verona                                               | 1'01"31     | Savi Oliosigillo Endas Ancona       | 1'01"49     | Pastura LG Bressanone                   | 1'03"35     |
| Marcia 5 000 m                                                                          | Grazia Orsani Atletica Afragola                                         | 24'26"79    | Annarita Sidoti Tindaris Pattese    | 25'34"82    | Magnani CUS Firenze                     | 26'07"26    |
| Staffetta 4×100 m                                                                       | Assind. Padova Sonia Vigati Zanin Scizzerotto Baldo                     | 47"86       | Oliosigillo Endas Ancona            | 50"25       | Manzotti Citroen Belluno                | 50"31       |
| Staffetta 4×400 m                                                                       | SNIA BPD Milano Fugazza Tagliaferri Alessandra Benetel Rossana Morabito | 3'54"50     | Snam Gas Metano                     | 3'69"62 (?) | Oliosigillo Endas Ancona                | 4'03"56     |
| Concorsi                                                                                |                                                                         |             |                                     |             |                                         |             |
| Salto in alto                                                                           | Michaela Tarantino Carispo Rieti                                        | 1,74 m      | Nicoletta Colletti SAF Bolzano      | 1,71 m      | Elisabetta Bonin Libertas Comir Venezia | 1,68 m      |
| Salto in lungo                                                                          | Maria Costanza Moroni Dopolavoro Zegna                                  | 6,21 m      | Stefania Baldo Assind. Padova       | 6,05 m      | Simonetta Santoni Casa Sport Grosseto   | 5,79 m      |
| Getto del peso                                                                          | Rita Mascheroni Atletica Seregno                                        | 16,58 m     | Monica Trentin Fiamma Emar Schio    | 15,78 m     | Nadia Suardi Atletica Bergamo           | 15,72 m     |
| Lancio del disco                                                                        | Stefania Baldari CUS Bologna                                            | 43,78 m     | Claudia Matteucci Atletica Livorno  | 40,60 m     | Maria Dall'Agnese Chimica del Friuli    | 39,52 m     |
| Lancio del giavellotto                                                                  | Claudia Gigliozzi Atletica Lyceum Ostia                                 | 46,92 m     | Stefania Galbiati Atletica Bergamo  | 42,38 m     | Ornella Trentin Fiamma Emar Schio       | 42,16 m     |
| record dei campionati; record nazionale; record personale; record personale stagionale. |                                                                         |             |                                     |             |                                         |             |